# Zufer Avdija
Zufer Avdija (in serbo Зуфер Авдија?; in ebraico זופר אבדיה‎?; Pristina, 1º ottobre 1959) è un ex cestista e allenatore di pallacanestro serbo naturalizzato israeliano di etnia gorani, fino al 1992 jugoslavo.
È il padre del cestista Deni Avdija.

## Carriera
Con la Jugoslavia ha disputato i Campionati del mondo del 1982 e i Giochi del Mediterraneo del 1983.

## Palmarès
- Coppa di Israele: 1

Bnei Herzliya: 1994-95